# Bitonto
Bitonto (latin: Butuntum) är en stad och kommun i storstadsregionen Bari, innan 2015 provinsen Bari, i regionen Apulien i södra Italien. Kommunen hade 55 127 invånare (2017). och Bitonto gränsar till kommunerna Altamura, Bari, Bitetto, Giovinazzo, Modugno, Palo del Colle, Ruvo di Puglia, Terlizzi och Toritto.
Bland stadens sevärdheter märks en välbevarad stadsmur och den treskeppiga katedralen i lombardisk-bysantinsk stil från 1100-talet.